# Tríptico Pagagnotti

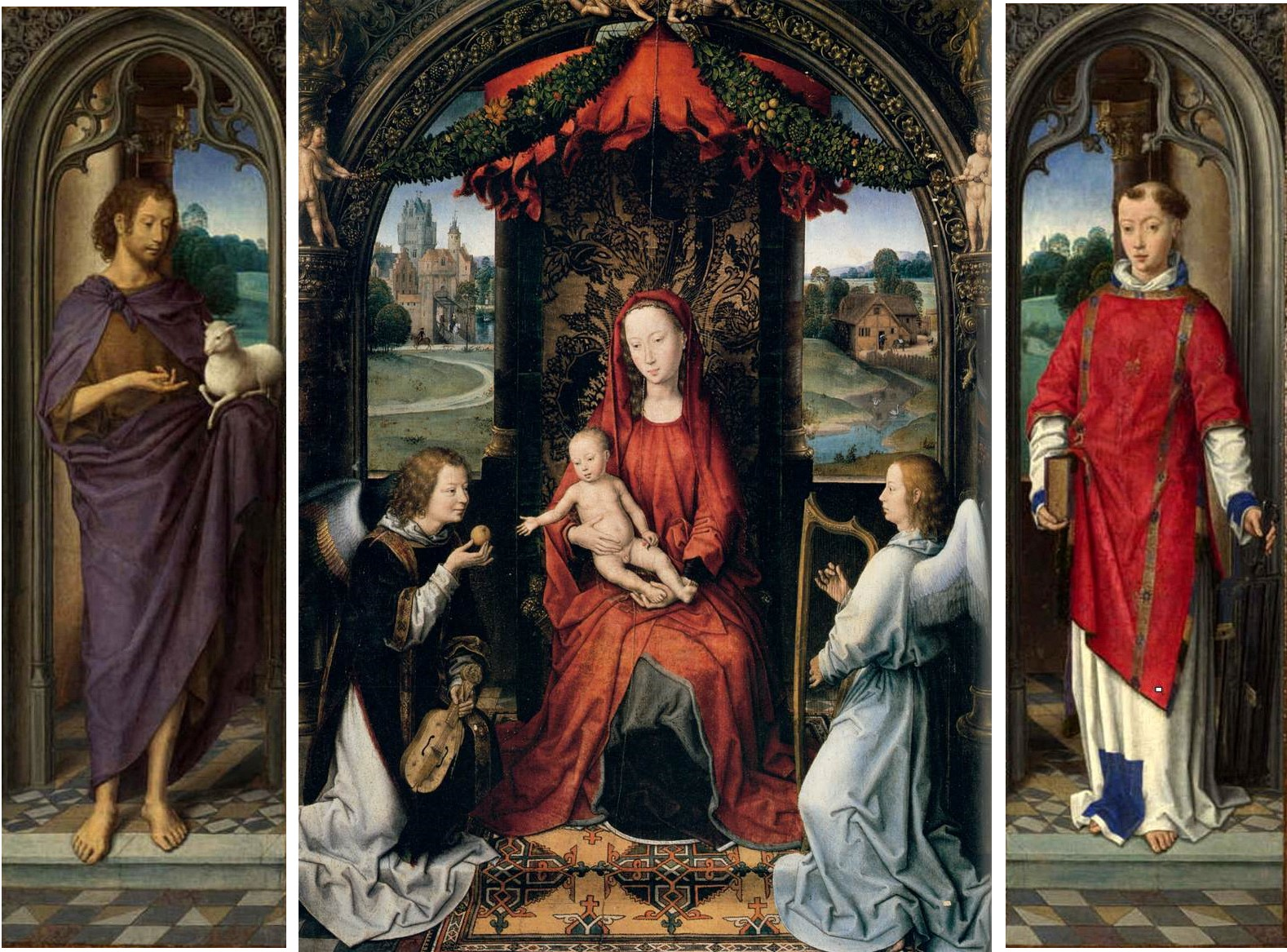
Tríptico Pagagnotti, óleo sobre tabla, Hans Memling c. 1480, centro, 57 cm x 42 cm; izquierda, 57,5 cm x 17,3 cm; derecha, 57,5 cm x 17,2 cm

El Tríptico Pagagnotti es un tríptico al óleo sobre tabla de Hans Memling producido alrededor de 1480. El original fue desmontado y separado, con el panel central en la galería de los Uffizi de Florencia y los dos paneles de las alas laterales en la National Gallery de Londres.
El panel central presenta a la Virgen entronizada sosteniendo al Niño flanqueada por ángeles; el ala izquierda muestra a San Juan Bautista con el cordero y el ala derecha a San Lorenzo sosteniendo un libro y la parrilla. La Virgen y los santos se ubican dentro de un mismo entorno interior con arcos y columnas; A través de las aberturas traseras se ven un paisaje y edificios, un castillo a la izquierda, un molino a la derecha. En el reverso de los paneles laterales está pintada una escena nocturna muy inusual que muestra nueve grullas en un paisaje nocturno colocadas bajo un escudo de armas. 
Los festones y amorcillos sobre la Virgen son elementos específicos del arte italiano de la época, pero no del arte flamenco primitivo, lo que sugiere que Memling asumió el encargo para un donante italiano, muy probablemente el obispo Benedetto Pagagnotti.  La historiadora del arte Paula Nuttall describe el tríptico como "un tour de force, pictórica, técnica y conceptualmente".  Memling combinó las tradiciones pictóricas e influencias de Jan van Eyck y Rogier van der Weyden para mostrar también las representaciones escultóricas con influencias y motivos italianos all'antica ("a la antigua", posteriormente conocido como "Renacimiento").  Elementos del cuadro, especialmente su fondo paisajístico, fueron copiados por artistas florentinos como Filippino Lippi y Fra Bartolomeo. Existe un tríptico similar, ejecutado por el Maestro de la Leyenda de Santa Úrsula. 

## Antecedentes y comisión

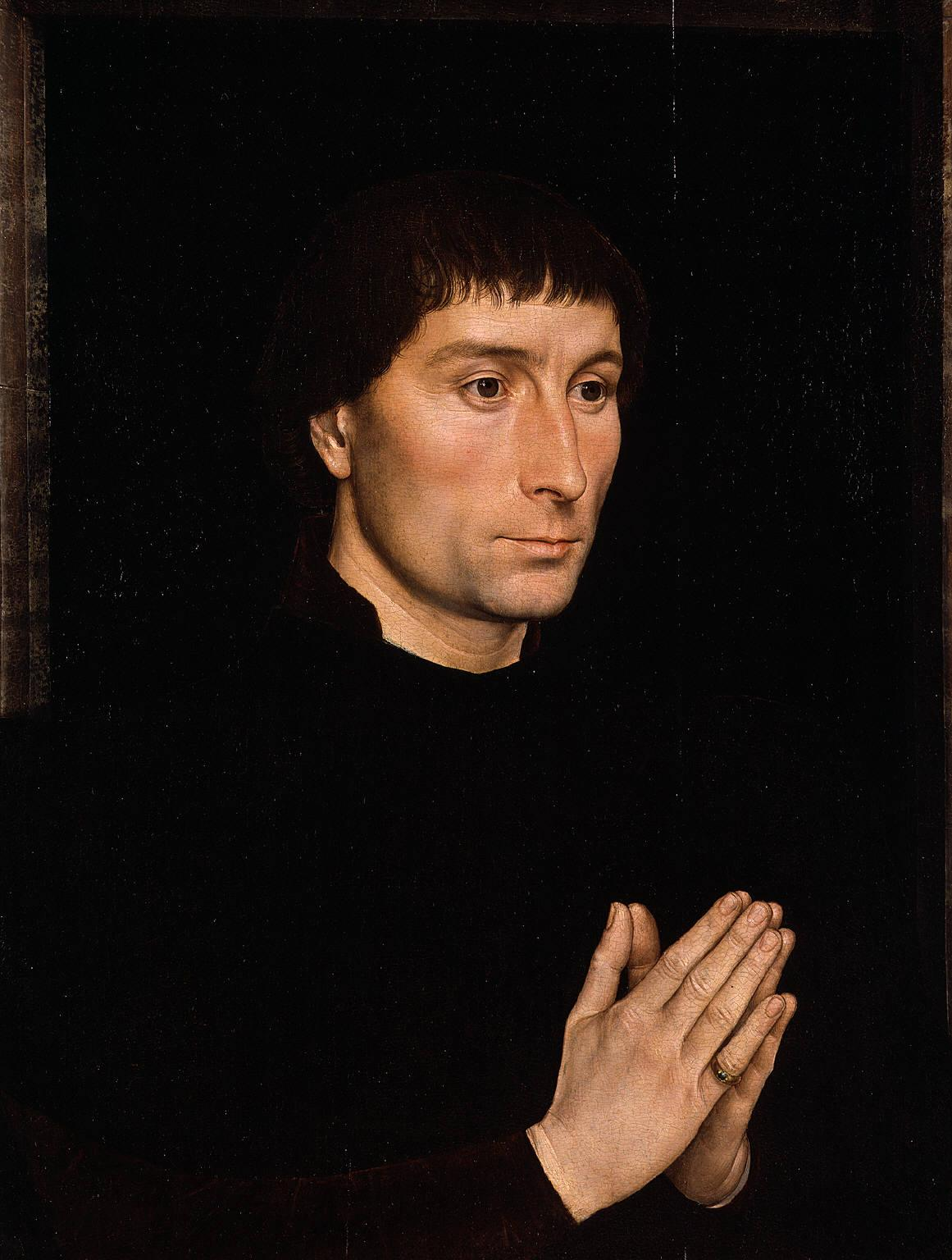
Retrato de Tommaso Portinari, c. 1470.

A lo largo del siglo XV, el el arte flamenco primitivo fue muy buscado por los coleccionistas de Italia. Existían fuertes vínculos comerciales entre Brujas e Italia. La ciudad tenía una sucursal del Banco Medici, un gran contingente de comerciantes del sur, y se exportaban constantemente pinturas y otras obras de arte al sur de Italia. La corte de los Medici compró una cantidad sustancial de arte del norte para sus palacios, lo que aumentó su atractivo. Mientras estaba destinado en Brujas, el banquero de los Medici, Tommaso Portinari, encargó el Tríptico Portinari a Hugo van der Goes y lo transportó a Florencia para su instalación. 
Memling atrajo a una buena parte de clientes entre estos banqueros y mercaderes italianos de Brujas,  incluido Portinari, quien le encargó el Retrato de Tommaso Portinari y el conocido retrato de su esposa, Retrato de María Portinari.  Memling era particularmente popular entre la clase mercantil y banquera del sur por combinar a la perfección las técnicas, estilos y motivos flamencos e italianos. 
En 1995, el historiador del arte Michael Rohlmann estableció que la Virgen con el Niño y dos ángeles de los Uffizi y los dos paneles de santos de la National Gallery eran originalmente un tríptico de Memling. Basándose en el escudo de armas y las grullas en el reverso de los paneles de las alas, Rohlmann identificó al propietario original como el eclesiástico florentino Benedetto Pagagnotti, cuya familia estaba estrechamente asociada a los Medici. 

## Descripción

### Exterior

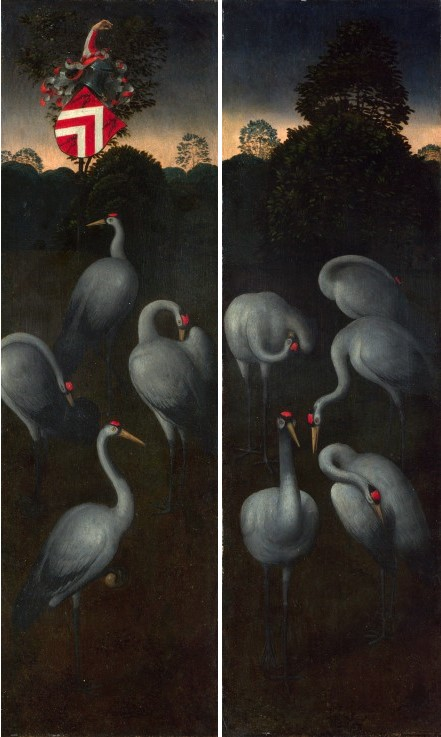
El tríptico cerrado.

El reverso de los paneles laterales, visible cuando las contraventanas están cerradas, contiene una representación de nueve grullas ante un paisaje oscuro al atardecer que se extiende a lo largo de los dos paneles. Las oscuras siluetas de los árboles se recortan contra un cielo cada vez más oscuro en los bordes superiores, decolorándose a gris y luego a rosáceo en el horizonte más lejano contra las ramas de los árboles, sugiriendo ya sea el atardecer  o el amanecer. 
Un animal pequeño, quizás un zorro, apenas se ve entre la espesura al fondo del panel izquierdo.  Este panel tiene arriba un escudo de armas, con galones rojos y blancos y un par de compases en las esquinas superiores, colocado sobre las aves, contra el cielo crepuscular. 
Los pájaros claros tienen crestas de color rojo brillante que combinan con el escudo de armas de arriba. Rohlmann escribe que "desde fuera del paisaje emerge la forma gris y sombría de los pájaros en reposo, con sus crestas rojas brillando como puntos aislados de color".  Situado directamente debajo del escudo de armas, el pájaro en primer plano más destacado sostiene una piedra en su garra, una referencia a una creencia clásica y medieval de que las grullas dormidas eligen a una en la bandada para sostener una piedra; en caso de peligro o si el pájaro se queda dormido, dejaría caer la piedra, despertando a toda la bandada. La grulla guardiana se conoce como grus vigilans,  y se empleaban como emblemas de vigilancia y de prudencia. 
Esta escena de grullas en un paisaje es muy inusual en los trípticos holandeses del siglo XV; Por lo general, las puertas (mostrando el reverso de los paneles laterales) estaban pintadas en grisalla para representar estatuas de santos.  Ainsworth describe las grullas como "emblemáticas";  Rohlmann como "fascinante".  Los historiadores del arte no están seguros de si la escena es obra de Memling o de miembros de su taller. Ainsworth lo considera "débil en ejecución"  y el historiador de arte Oliver Hand sugiere que la bandada de pájaros significa la participación de varios miembros del taller. 

### Interior
La Virgen y el Niño están representados en un espacio lleno de elaborados detalles arquitectónicos de origen italiano.  María está vestida de rojo y sentada en su trono sosteniendo a Jesús en el regazo,  debajo de un dosel de honor decorado al estilo característico de Memling con flecos de tela roja y un paño brocado detrás.  Hay dos columnas a cada lado del trono, dos flanqueándolo, y los capiteles de otras dos son visibles en cada borde del espacio. El trono está colocado debajo de un arco decorado,  sobre el cual se posan querubines desnudos (amorcillos) sosteniendo guirnaldas.  Dos ángeles músicos con instrumentos, una lira el de la derecha, una viola el de la izquierda, que ofrece una manzana al Niño, se arrodillan a cada lado y frente al trono en poses complementarias. 

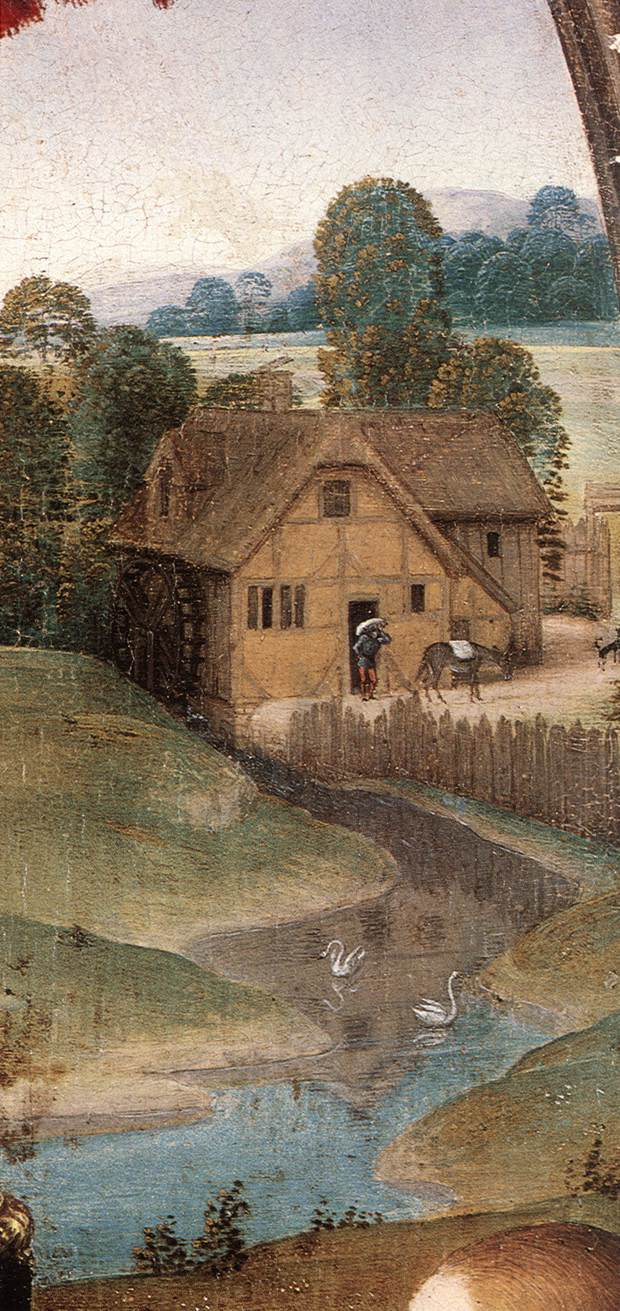
Detalle del paisaje con un molino, panel central.

Los motivos flamencos se combinan y mezclan con motivos italianos all'antica.   Las columnas traseras del panel central son de tipo salomónico y están doradas; sus capiteles sostienen esculturas: Sansón matando al león a la izquierda; Caín matando a Abel a la derecha. Las otras columnas, las que sostienen a los amorcillos y las que aparentemente forman parte del trono de María, están representadas en un tono de mármol rojizo oscuro, visto en el arte holandés desde Jan van Eyck,  pero a diferencia del maestro anterior, las de Memling tienen bases y capiteles dorados, a la moda italiana. 
Las fronteras espaciales y temporales que separan las esferas terrenal y celestial están presentes en el primer arte pictórico flamenco, generalmente en forma de marcos o arcos.  La Natividad de Petrus Christus establece un límite con el arco de grisalla, con la Sagrada Familia colocada firmemente detrás del arco en el espacio sagrado, más allá del ámbito secular y terrenal.  El uso de arcos por parte de Memling tiende más hacia lo decorativo; en lugar de indicar la separación de los espacios celestial y terrenal, simplemente aparecen dentro del espacio interior como elemento de diseño.  El arco sobre la Virgen y el Niño exhibe varios motivos italianos. El borde exterior está formado por medias rosetas y el interior está decorado por un lado con una vid (símbolo de la eucaristía) y por el otro con hiedra (motivo más clasicista). Aunque doradas, simulando al metal pulido esculpido, la historiadora del arte Paula Nuttall escribe que las plantas "son al mismo tiempo un tour de force de observación naturalista, con sus zarcillos rizados y raíces delicadas, al igual que los dos pares de caracoles y un lagarto" debajo de ellos". 

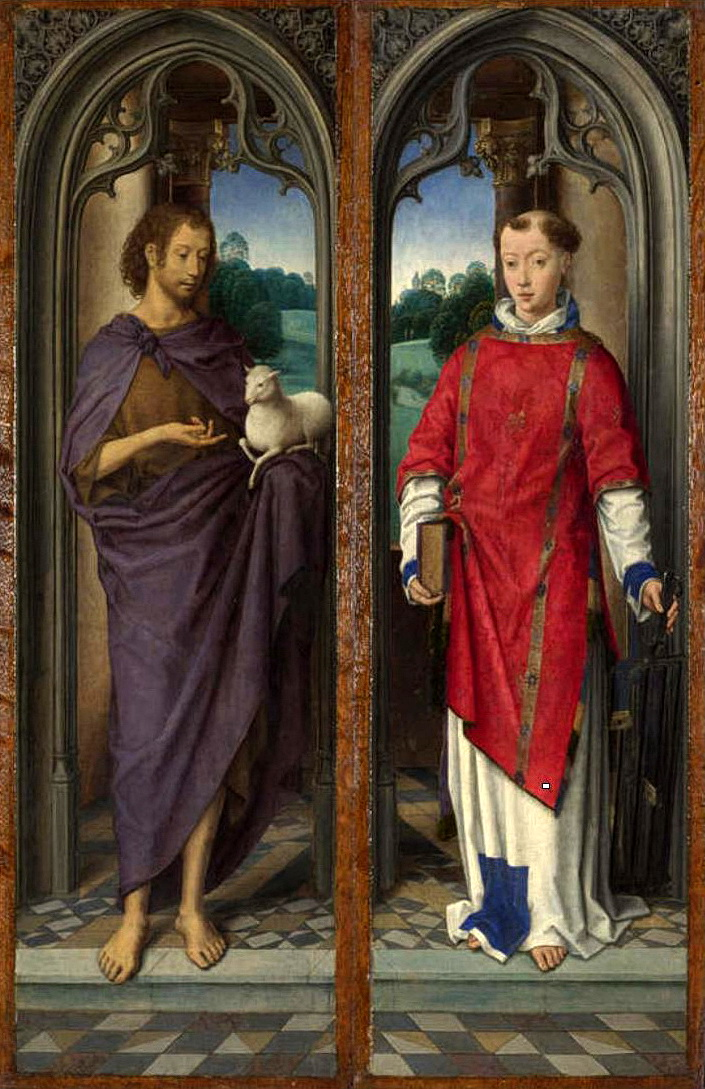
Santos Juan y Lorenzo, paneles laterales.

El ala izquierda muestra a San Juan Bautista de cuerpo entero con su emblema del Cordero sostenido en la mano izquierda al tiempo que lo presenta con la otra; la derecha muestra a San Lorenzo también con sus atributos de un libro y el instrumento de tortura en su martirio, la parrilla.  San Juan va vestido con cilicio y amplio manto púrpura; el santo es casi idéntico al San Juan en el Tríptico Donne y muy parecido al del panel central del Retablo de San Juan.  San Lorenzo viste un alba blanca y una dalmática roja. San Lorenzo rara vez aparece representado en el arte flamenco o por Memling, ya que era un santo mucho más popular en el área mediterránea, España, Italia y Portugal, lo que sugiere que el comprador que solicitó y aprobó la figura específica era nativo de allí. 
Los santos de pie están sobre un escalón en un mismo interior con similar suelo embaldosado delante de un marco arquitectónico que representa la tracería de las ventanas góticas;  detrás unas columnas con capiteles corintios apenas son visibles junto a las ventanas del fondo. Los detalles arquitectónicos son una yuxtaposición de motivos e influencias del norte y del sur.  A través de las ventanas se ven paisajes que serán muy emulados por artistas italianos. Un tondo de Biagio d'Antonio copia partes específicas de los paisajes de los paneles laterales. 

## Identificación y atribución

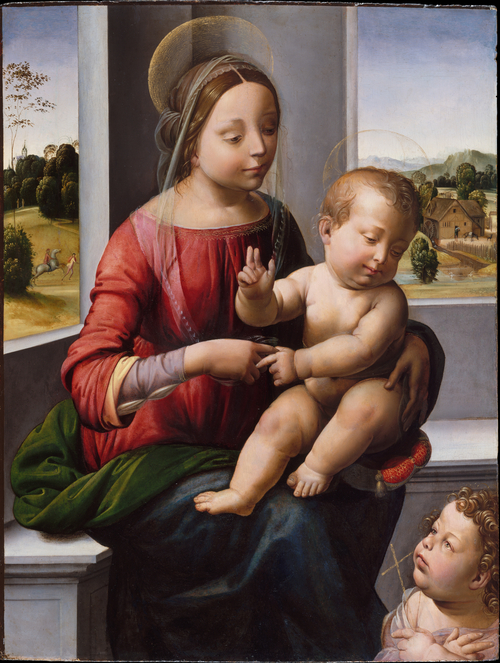
La Virgen con el Niño de Fra Bartolomeo, Nueva York.

En 1995, el historiador del arte Michael Rohlman identificó los dos paneles estrechos de la National Gallery y el panel central de los Uffizi como piezas separadas de un tríptico memlinguiano. La identificación se basó en comparaciones entre las dimensiones idénticas de los paneles; la posición de las baldosas y escalones; y los motivos arquitectónicos all'antica similares.  La colocación del escalón y las baldosas del suelo recorría los tres paneles del tríptico original, dando la apariencia de un espacio continuo. 
Los paisajes de fondo, copiados por pintores italianos, ayudaron a la identificación.  Ya en 1483, el detalle derecho del fondo del panel central con un molino con un hombre en la puerta cargando un saco de harina fue copiado en el cuadro de Filippino Lippi de los Santos Pablo y Frediano.  La Virgen con el Niño de Nueva York (c. 1497) de Fra Bartolomeo representa una interpretación casi idéntica del molino y también elementos del paisaje del panel de San Lorenzo. 
Las elaboradas guirnaldas, los amorcillos y las grullas en la vista exterior son motivos poco comunes en la obra de Memling, probablemente ejecutados según los gustos o especificaciones del cliente. Rohlman rastreó los distintivos dispositivos heráldicos e identificó el escudo de armas como perteneciente a la familia florentina Pagagnotti. El mismo escudo de armas se encuentra en otro tríptico holandés, del Maestro de la Leyenda de Santa Úrsula, que Rohlman identificó como encargado por Paulo Pagagnotti (basado en la presencia de San Pablo en el ala izquierda). Paulo viajó más de una vez a Brujas como agente de los Medici, y Rohlmann cree que el tríptico de Memling fue encargado por el tío de Paulo, Benedetto, obispo de Vaison, que residía en un gran apartamento en Santa María Novella, en Florencia. 